# Persone di nome Miguel Ángel/Calciatori
| Questa pagina contiene informazioni ricavate automaticamente dalle voci biografiche con l'ausilio del template Bio e di un bot. L'aggiornamento è periodico e automatico e ricostruisce completamente la pagina. Se manca una persona in questa lista, sei pregato di non aggiungerla, ma accertati piuttosto che la sua voce biografica contenga il template Bio e che i dati anagrafici siano correttamente compilati. Se il template Bio manca, inseriscilo tu stesso o, in alternativa, metti l'avviso {{tmp\|Bio}} che ne segnala la mancanza. Se i dati riportati sono sbagliati, correggi direttamente la voce biografica; le modifiche saranno visibili in questa lista entro pochi giorni. Per chiarimenti vedi il progetto biografie. La lista contiene solo le 92 persone che sono citate nell'enciclopedia e per le quali è stato implementato correttamente il template Bio. Pagina aggiornata al 5 apr 2024. |

Questa è una lista di persone presenti nell'enciclopedia che hanno il prenome Miguel Ángel e sono calciatori.

## A(7)
- Miguel Aceval, calciatore cileno (Santiago del Cile, n. 1983)
- Miguel Ángel Adorno, ex calciatore argentino (Puerto Aragón, n. 1949)
- Miguel Alba, calciatore argentino (Mar del Plata, n. 1988)
- Miguel Almazán, ex calciatore messicano (Città del Messico, n. 1982)
- Miguel Almirón, calciatore paraguaiano (Asunción, n. 1994)
- Michele Andreolo, calciatore e allenatore di calcio uruguaiano (Montevideo, n. 1912 - Potenza, † 1981)
- Miguel Atienza, calciatore spagnolo (Madrid, n. 1999)

## B(7)
- Miguel Bazzano, ex calciatore uruguaiano
- Miguel Ángel Benítez, ex calciatore paraguaiano (Santísima Trinidad, n. 1970)
- Miguel Ángel Bordón, calciatore argentino (Santa Fe, n. 1952 - Dolores, † 2003)
- Miguel Boriba, calciatore equatoguineano (Malabo, n. 1990)
- Miguel Borja, calciatore colombiano (Tierralta, n. 1993)
- Miguel Bossio, ex calciatore uruguaiano (Montevideo, n. 1960)
- Miguel Ángel Britos, ex calciatore uruguaiano (Maldonado, n. 1985)

## C(8)
- Miguel Calero, calciatore colombiano (Ginebra, n. 1971 - Città del Messico, † 2012)
- Miguel Ángel Castillo, calciatore honduregno (Tegucigalpa, n. 1983)
- Miguel Ángel Castillo, calciatore panamense (Panama, n. 1986)
- Miguel Ángel Castillo, ex calciatore cileno (Santiago del Cile, n. 1972)
- Miguel Castro, calciatore peruviano (Lima, n. 1997)
- Miguel Ángel Cordero, calciatore spagnolo (Lebrija, n. 1987)
- Miguel Curiel, calciatore peruviano (Lima, n. 1988)
- Miguel Ángel Cuéllar, ex calciatore paraguaiano (Salto del Guairá, n. 1982)

## D(1)
- Miguel de las Cuevas, calciatore spagnolo (Alicante, n. 1986)

## F(2)
- Miguel Ángel Fraga, calciatore messicano (Morelia, n. 1987)
- Miguel Fuentes Azpiroz, ex calciatore e dirigente sportivo spagnolo (San Sebastián, n. 1964)

## G(9)
- Miguel Ángel Gamboa, ex calciatore cileno (Hualqui, n. 1951)
- Miguel Ángel García Pérez-Roldán, ex calciatore spagnolo (Talavera de la Reina, n. 1981)
- Miguel Ángel García Tébar, ex calciatore spagnolo (Albacete, n. 1979)
- Miguel Ángel Garrido Cifuentes, calciatore spagnolo (Zújar, n. 1990)
- Miguel Ángel González, calciatore e dirigente sportivo spagnolo (Orense, n. 1947 - Madrid, † 2024)
- Miguel Ángel Guerrero Martín, calciatore spagnolo (Toledo, n. 1990)
- Miguel Ángel Guerrero, ex calciatore colombiano (Cali, n. 1967)
- Miguel Ángel Gutiérrez, ex calciatore peruviano (n. 1956)
- Miguel Ángel Gandara, ex calciatore cubano (n. 1975)

## H(3)
- Miguel Ángel Herrera, calciatore messicano (Uruapan, n. 1989)
- Miguel Hoyos, ex calciatore boliviano (Santa Cruz de la Sierra, n. 1981)
- Miguel Hurtado, calciatore boliviano (Santa Cruz, n. 1985)

## I(1)
- Miguel Ibarra Andrade, calciatore statunitense (New York, n. 1990)

## J(1)
- Miguel Julio, ex calciatore colombiano (Santa Marta, n. 1991)

## K(1)
- Miguel Ángel Klee, calciatore guatemalteco (Città del Guatemala, n. 1977)

## L(7)
- Miguel Ángel Laino, ex calciatore argentino (Buenos Aires, n. 1948)
- Miguel Ángel Lauri, calciatore argentino (Zárate, n. 1908 - Zárate, † 1994)
- Miguel Ángel Leal, calciatore spagnolo (Vila-real, n. 1997)
- Miguel Lemus, calciatore salvadoregno (Chalatenango, n. 1993)
- Miguel Ángel Leyes, ex calciatore argentino (Buenos Aires, n. 1952)
- Miguel Ángel Longo, calciatore e allenatore di calcio argentino (Buenos Aires, n. 1939 - Orbassano, † 2001)
- Miguel Ángel López, ex calciatore e allenatore di calcio argentino (Ticino, n. 1942)

## M(12)
- Miguel Angel Magnoni, ex calciatore argentino (Reconquista, n. 1981)
- Miguel Ángel Martínez, ex calciatore argentino (Buenos Aires, n. 1984)
- Miguel Ángel Mayé, calciatore equatoguineano (Ebebiyín, n. 1990)
- Miguel Mea Vitali, ex calciatore venezuelano (Caracas, n. 1981)
- Miguel Medina, calciatore colombiano (Pradera, n. 1995)
- Miguel Mercado, ex calciatore boliviano (Santa Cruz de la Sierra, n. 1975)
- Miguel Merentiel, calciatore uruguaiano (Paysandú, n. 1996)
- Miguel Monsalve, calciatore colombiano (Medellín, n. 2004)
- Miguel Montuori, calciatore argentino (Rosario, n. 1932 - Firenze, † 1998)
- Miguel Ángel Mori, calciatore argentino (Buenos Aires, n. 1943 - Baradero, † 2009)
- Miguel Ángel Moyà, ex calciatore spagnolo (Binissalem, n. 1984)
- Miguel Ángel Murillo, calciatore colombiano (Cali, n. 1993)

## N(5)
- Miguel Ángel Navarro, calciatore venezuelano (Maracaibo, n. 1999)
- Miguel Nazarit, calciatore colombiano (Cali, n. 1997)
- Miguel Ángel Neira, ex calciatore cileno (Hualqui, n. 1952)
- Miguel Ángel Nieto, ex calciatore spagnolo (Madrid, n. 1986)
- Miguel Ángel Noro, ex calciatore boliviano (Riberalta, n. 1961)

## O(2)
- Miguel Ángel Onzari, ex calciatore argentino (Buenos Aires, n. 1950)
- Miguel Oviedo, ex calciatore argentino (Córdoba, n. 1950)

## P(6)
- Miguel Ángel Paniagua, calciatore paraguaiano (Ciudad del Este, n. 1987)
- Miguel Ángel Pantó, calciatore argentino (Buenos Aires, n. 1912)
- Miguel Perrichon, ex calciatore argentino (Córdoba, n. 1941)
- Miguel Pinto, calciatore cileno (Santiago del Cile, n. 1983)
- Miguel Ángel Ponce, calciatore statunitense (Sacramento, n. 1989)
- Miguel Ángel Portugal, ex calciatore e allenatore di calcio spagnolo (Quintanilla de las Viñas, n. 1955)

## R(8)
- Miguel Ángel Raimondo, ex calciatore argentino (Rosario, n. 1943)
- Miguel Samudio, calciatore paraguaiano (Capiatá, n. 1986)
- Miguel Rimba, ex calciatore boliviano (Riberalta, n. 1967)
- Miguel Ángel Romero, ex calciatore argentino (Rosario, n. 1975)
- Miguel Rubio, calciatore spagnolo (Leganés, n. 1998)
- Miguel Ángel Rugilo, calciatore argentino (Buenos Aires, n. 1919 - Buenos Aires, † 1993)
- Miguel Ángel Ruiz García, ex calciatore spagnolo (Toledo, n. 1955)
- Miguel Ángel Ruiz, ex calciatore argentino (La Banda, n. 1934)

## S(2)
- Miguel Sansores, calciatore messicano (Mérida, n. 1991)
- Miguel Ángel Sánchez, calciatore cubano (Nueva Gerona, n. 1988)

## T(7)
- Miguel Tapias, calciatore messicano (Hermosillo, n. 1997)
- Miguel Terceros, calciatore boliviano (Santa Cruz de la Sierra, n. 2004)
- Miguel Ángel Tojo, ex calciatore argentino (Buenos Aires, n. 1943)
- Miguel Ángel Torres Quintana, calciatore peruviano (Lima, n. 1982)
- Miguel Ángel Torres, ex calciatore argentino (Chivilcoy, n. 1954)
- Miguel Ángel Torrén, calciatore argentino (Villa Constitución, n. 1988)
- Miguel Trauco, calciatore peruviano (Tarapoto, n. 1992)

## V(2)
- Miguel Ángel Vidal, calciatore argentino (Buenos Aires, n. 1934 - Buenos Aires, † 2023)
- Miguel Villalta, calciatore peruviano (Cusco, n. 1981)

## Z(1)
- Miguel Zepeda, ex calciatore messicano (Tepic, n. 1976)